# Чистиковые
Чи́стиковые (лат. Alcidae) — семейство морских птиц из отряда ржанкообразных (Charadriiformes).

## Описание
Мелкие и средних размеров птицы, достигающих массы от около 100 г до 1,3 кг. Вымершая бескрылая гагарка достигала массы около 5 кг. Тело веретеновидно удлинённое, с короткими уплощёнными заострёнными крыльями и отнесёнными назад относительно короткими ногами, несущими плавательную перепонку. Задний палец редуцирован. Первостепенных маховых перьев 11, включая рудиментарное первое. Хвост короткий, из 6—8 пар рулевых перьев. Череп схизогнатический, схизоринальный, ноздри сквозные и защищены кожистым клапаном. Шейных позвонков 15. Грудные позвонки свободные. Грудина и таз узкие, удлинённые. Скелет слабо пневматизирован. Птерилии и аптерии покрыты пухом. Перья с побочным стволом. Окраска двухцветная со светлой брюшной и тёмной спинной сторонами, тёмная или (реже) пёстрая. Мускульный желудок мал, а железистый хорошо развит, что связано с питанием белковой пищей.
За исключением бескрылой гагарки, чистиковые умеют летать. Они также хорошие пловцы, но на суше передвигаются довольно неуклюже. Чистиковые живут преимущественно на море. При нырянии на глубины до 100 м используют свои крылья для того, чтобы грести. Маховые перья у чистиковых меняется всё сразу в определённое время года, поэтому бывают временные периоды, когда они не могут летать, и только плавают в больших стаях.

## Размножение
Гнездятся колониями, в том числе с другими видами птиц. Иногда их размер может превышать более 100 000 особей. Колонии приурочены к местам скопления корма. Для чистиковых характерна моногамия. Настоящих гнёзд, как правило, не строят, гнездятся на скалах, в торфе, открыто или в щелях, полостях среди камней или норах. Исключение составляет длинноклювый пыжик, гнездящийся на деревьях. В гнёздах одно или два яйца, которые насиживают оба родителя в течение 3—5 недель. Вылупившиеся птенцы зрячие, покрыты густым пухом. У открытогнездящихся видов имеется промежуточный наряд (мезоптиль).

## Эволюция
Первые ископаемые чистиковые датируются миоценом (около 15 млн лет назад). Некоторые зоологи причисляют к семейству чистиковых даже ещё более древних ископаемых птиц из эоцена. Большинство находок, в том числе самых древних, были сделаны в северном тихоокеанском регионе. Переселение чистиковых к Атлантическому океану происходило через более южные широты. Путь через Северный Ледовитый океан был открыт только после образования Берингова пролива.
В отличие от большинства других морских птиц, роды чистиковых содержат небольшое количество видов. Это связано с малым распространением этого семейства. Сегодня, как и раньше, чистиковые обитают в холодных морях северного полушария. В более тёплых морях рыбы, являющиеся наряду с крилем главной пищей чистиковых, развивают скорости, не позволяющие на них успешно охотиться. Встречающиеся в более южных широтах виды чистиковых выживают только за счёт холодных течений, поднимающихся на поверхность океана вблизи Калифорнии и Мексики.

## Систематика

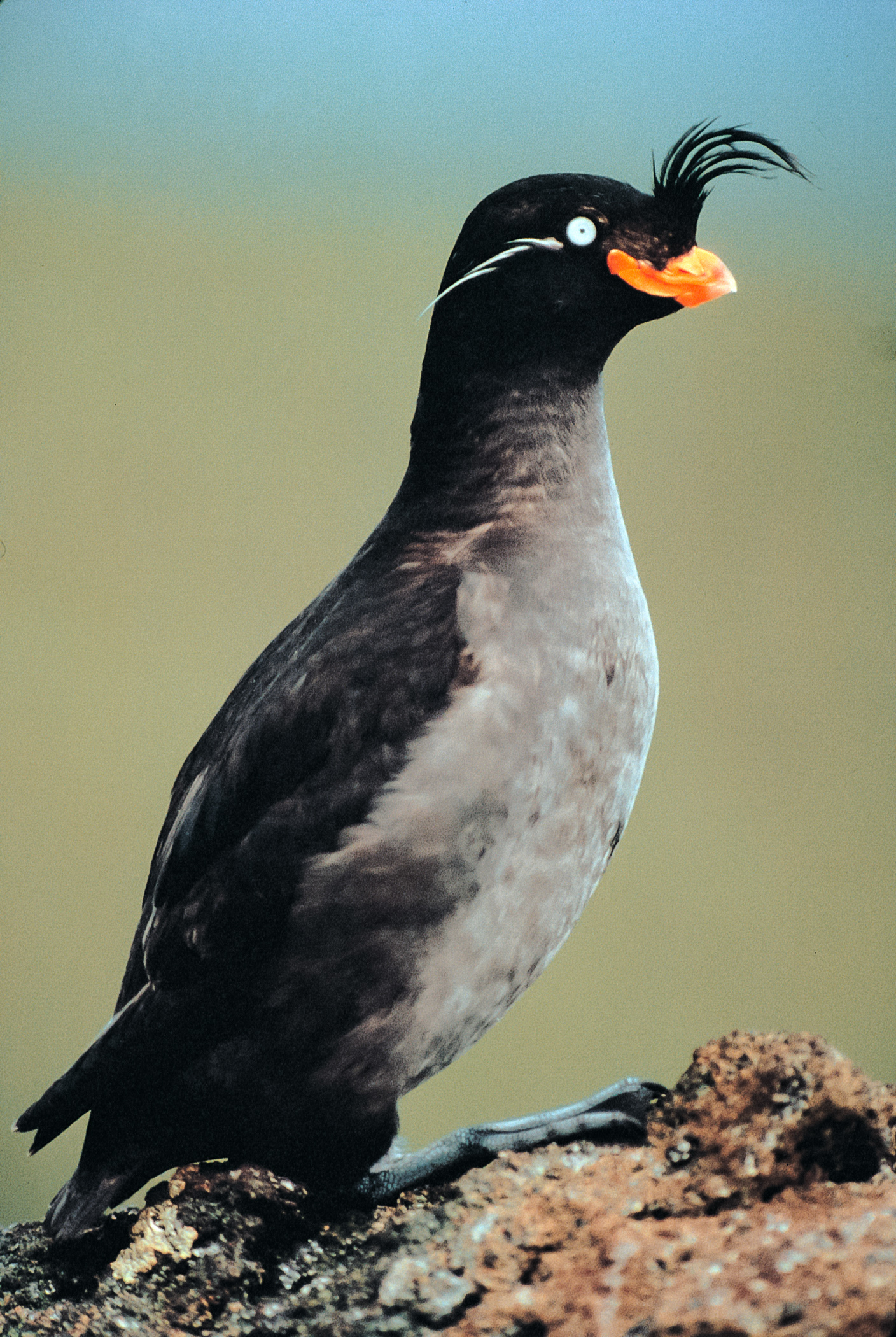
Большая конюга

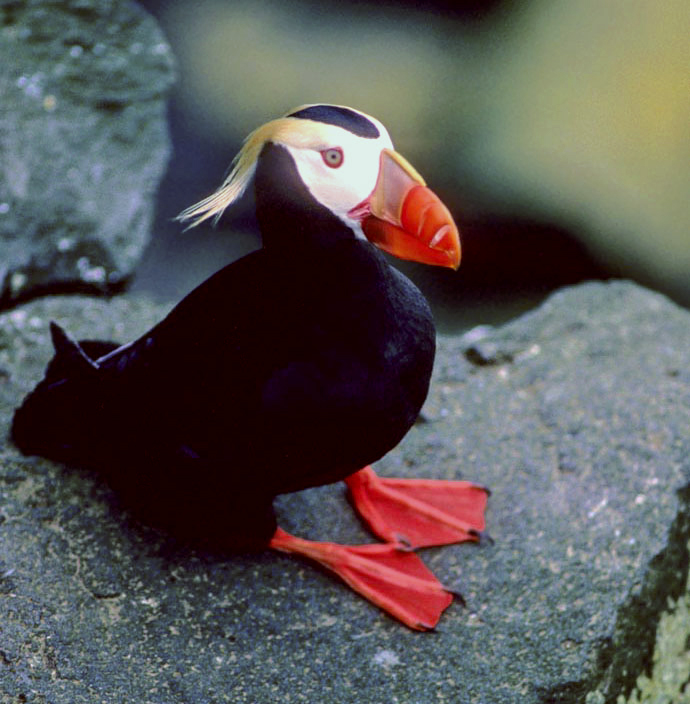
Топорок

Международный союз орнитологов выделяет 25 видов, относящихся к 11 родам:
- Род Cerorhinca — Тупики-носороги
  - Cerorhinca monocerata — Тупик-носорог
- Род Fratercula — Тупики
  - Fratercula cirrhata — Топорок
  - Fratercula arctica — Тупик
  - Fratercula corniculata — Ипатка
- Род Ptychoramphus — Алеутские пыжики
  - Ptychoramphus aleuticus — Алеутский пыжик
- Род Aethia — Конюги
  - Aethia pusilla — Конюга-крошка
  - Aethia pygmaea — Малая конюга
  - Aethia cristatella — Большая конюга
  - Aethia psittacula — Белобрюшка
- Род Brachyramphus — Пыжики
  - Brachyramphus perdix — Пёстрый пыжик
  - Brachyramphus brevirostris — Короткоклювый пыжик
  - Brachyramphus marmoratus — Длинноклювый пыжик
- Род Cepphus — Чистики
  - Cepphus grylle — Обыкновенный чистик
  - Cepphus carbo — Очковый чистик
  - Cepphus columba — Тихоокеанский чистик
- Род Alca — Гагарки
  - Alca torda — Гагарка
- Род †Pinguinus
  - †Pinguinus impennis — Бескрылая гагарка
- Род Alle — Люрики
  - Alle alle — Люрик
- Род Uria — Кайры
  - Uria lomvia — Толстоклювая кайра
  - Uria aalge — Тонкоклювая кайра
- Род Synthliboramphus — Старики
  - Synthliboramphus antiquus — Обыкновенный старик
  - Synthliboramphus wumizusume — Хохлатый старик
  - Synthliboramphus scrippsi
  - Synthliboramphus hypoleucus — Пыжик Ксантуса
  - Synthliboramphus craveri — Пыжик Кравера